# American Philatelic Society Hall of Fame
Il premio American Philatelic Society Hall of Fame è una onorificenza conferita dalla Società Filatelica Americana alla memoria di filatelici deceduti che, nel corso della loro vita, hanno apportato un contribuito significativo nel campo della filatelia nazionale e o internazionale.

## Storia
Il premio venne istituito durante la Convention del 1940 dell'American Philatelic Society allo scopo di rendere onore ai quei filatelici defunti che, nel corso delle loro esistenze, contribuirono significativamente nel campo della filatelia; questo riconoscimento non deve essere confuso con il Luff Award che viene assegnato a per lo stesso motivo ai filatelici ancora in vita.

## Requisiti
I requisiti per concorrere all'assegnazione sono due:
- il candidato deve essere deceduto
- il candidato deve aver contribuito in maniera eccezionale al progresso della filatelia in campo nazionale o internazionale.

## Premiati
Sebbene assegnato a partire dal 1941, in alcuni anni l'onorificenza non è stata conferita.
| - 1941 - John Nicholas Luff - Sir Rowland Hill, K.C.B. - Ralph Andrews Barry - Beverly Sedgwick King - John Walter Scott - Thomas Keay Tapling - John Kerr Tiffany - James Ludovic Lindsay - Philip Mathias Wolsieffer - Charles Esterly Severn - Frederick John Melville - Charles Lathrop Pack - Charles James Phillips - Edward Spring Knapp - Hugh McLellan Southgate - 1942 - W. Hamilton Barnum - Walter J. Conrath - Eveleen Mary Weldon Severn - 1944 - Eugene Klein - 1945 - Charles Foster Richards - Il Presidente Franklin Delano Roosevelt - Willard Otis Wylie - 1946 - Percy Gray Doane - Julius (John) Murray Bartels - 1947 - William Carlos Stone - 1948 - Alfred F. Lichtenstein - 1949 - Edward Haven Mason - Major James Starr - 1950 - Saul Newbury - Retroammiraglio Frederic R. Harris - Walter Stone Scott - 1951 - Nicolas Sanabria - James Benjamin Seymour - Rev. William Hogarth Tower - 1952 - Donald W. Martin - Walter R. McCoy - 1953 - Erik F. Hurt - Judge David D. Caldwell - 1954 - Theresa Maria Clark - Dr. James C. Goodwin - Al Van Dahl - 1955 - Jeremiah Hess Barr - Dr. Daniel Deronda Berolzheimer - 1956 - Dr. Clarence Wilson Brazer - Dr. Holland Archer Davis - Dr. Clarence William Hennan - 1957 - Hugh Massey Clark - Col. Max G. Johl - John W. Stowell, Sr. - 1958 - Sidney F. Barrett - Theodore E. Steinway - 1959 - Stanley Bryan Ashbrook - Stephen Gottheil Rich - 1960 - Dr. Carroll Chase - Adolph Steeg - 1961 - Rollin E. Flower - Morris Fortgang - Harry Myron Konwiser - 1962 - F. Van Dyk MacBride - George Benedict Sloane - 1963 - Louis Henry Barkhausen - Hugh C. Barr - Hiram Edmund Deats - 1964 - Henry Chaloner - August A. Dietz, Sr. - Howard H. Elliott - 1966 - Carl Einar Pelander - Philip Henry Ward Jr. - 1967 - William Woodbury Hicks - George Ward Linn - Harry Weiss |  | - 1968 - Louise Boyd Dale - Vincent Domanski Jr. - Francis Cardinal Spellman - 1969 - Col. Charles S. Hamilton - Henry Albert Meyer - Dr. Gregory B. Salisbury - 1971 - Richard McPherren Cabeen - Lloyd B. Gatchell - Judge Donald Fisher Lybarger - 1972 - Lester George Brookman - Sir Edward Denny Bacon, K.C.V.O. - Charles Haviland Mekeel - 1973 - Edith Margaret Faulstich - Peter G. Keller - Elliott Perry - 1974 - Winthrop Smillie Boggs - Solomon Glass - Edwin Müller - 1975 - Henry M. Goodkind - Delf Norona - 1976 - Dr. Manuel Ma. Risueño - John Mitchell Harvey Wilson, Bart., K.C.V.O. - 1977 - Alfred H. Caspary - James Mensinger Chemi - 1978 - Alberto Diena - Irwin M. Heiman - Julius Caesar Morgenthau - 1979 - Henry Ellis Harris - Harry L. Lindquist - Dr. Lowell Joseph Ragatz - 1980 - James Richard William Purves - George Townsend Turner - Daniel W. Vooys - 1981 - William Ewart Gerrish - Dr. James J. Matejka Jr. - Ethel Bergstresser (Stewart) McCoy - 1982 - Charles P. de Volpi - Léon Dubus - Svend Yort - 1983 - Warren Howard Colson - Dr. Mohamed Dadkhah - David Louis Lidman - 1984 - George E. Hargest - Baron Takaharu Mitsui - Andrew Earl Weatherly - 1985 - Eugene N. Costales - Mortimer L. Neinken - Dr. Joseph Schatzkés - 1986 - Robert P. Alexander - Lucien Berthelot - Richard H. Thompson - 1987 - Dr. Soichi Ichida - Harrison Donald Seaman Haverbeck - Ernest Anthony Kehr - 1988 - James H. Beal - Herbert J. Bloch - William Reynolds Ricketts - 1989 - Vincent Graves Greene - Dr. Cyril Franklin dos Passos - William Herbert Miller, Jr. - Prescott Holden Thorp - 1990 - Robert B. Brandeberry - Ellery Denison - Catherine Lemmon Manning - S. Kellogg Stryker - 1991 - Everett C. Erle - Charles L. Towle - Lynne S. Warm-Griffiths - 1992 - Dr. P. Felix Ganz - Clifford Washington Kissinger - Leon Vincent Rapkin - Roger G. Weill |  | - 1993 - Ezra Danolds Cole - Susan Marshall McDonald - Bertram William Henry Poole - 1994 - Creighton C. Hart - Clifton Armstrong Howes - Dr. Leonard Kapiloff - Robert A. Siegel - 1995 - Joseph Britton Leavy - George Maybee Martin - Charles J. Starnes - 1996 - James H. Baxter - Charles C. Cratsenberg - Dr. Gordon H. Torrey - 1997 - Joseph M. Clary - Pandelis J. Drossos - Jacques Minkus - Edward Boker Sterling - 1998 - Leo August - Calvin Waters Christian - Robson Lowe - 1999 - Dorothy B. Blaney - Charles Henry Coster - Dr. Robert Laurenson Dashiell Davidson - John E. Foxworth, Jr. - 2000 - Hon. Ernest R. Ackerman - Herman “Pat” Herst Jr. - Leon Norman Williams - 2001 - Enzo Diena\|Dr. Enzo Diena - C. Belmont Faries - Dr. Jacques Amable Legrand - Walton Eugene Tinsley - 2002 - Victor E. Engstrom - Edward Loines Pemberton - Philip Silver - 2003 - Benjamin Hans Lagerloef - Franceska Rapkin - Robert Granville Stone - Varro Eugene Tyler - 2004 - John Robert Boker Jr. - Horace White Harrison - Colonel Ralph Archibald Kimble - Raymond Henry Weill - 2005 - Dr. Herbert Munk - Franklin Richard Bruns Jr. - Lauson H. Stone - Nils Vilhelm Strandell - 2006 - George Wendell Brett - Ernst Max Cohn - Emilio Diena - Calvet Menger Hahn - 2007 - Paul Hilmar Jenson - Clyde Jennings - Mary Ann Aspinwall Owens - 2008 - William Penn Brown - W. Wilson Hulme II - Morton Dean Joyce - 2009 - Diane Dumble Boehret - Col. JamesT. DeVoss - Maryette Brown Lane - 2010 - Charles John Peterson - Hubert Clayton Skinner - 2011 - William H. Bauer - Dr. Karl Heinz Schimmer - William Lee Welch Jr. - 2012 - Charless Hahn - Louis K. Robbins - Frederick Burton “Bud” Sellers - 2013 - Bernard Bertram Durkin Harmer - Roger Glenn Schnell - Herman Toaspern - 2014 - Earl Panero Lopez Apfelbaum - Richard B. Graham - David Lee Straight |